# Ford Contour
Ford Contour (укр. Форд Контур) — локальний варіант першого і другого поколінь Ford Mondeo для північноамериканського ринку. 

## Опис

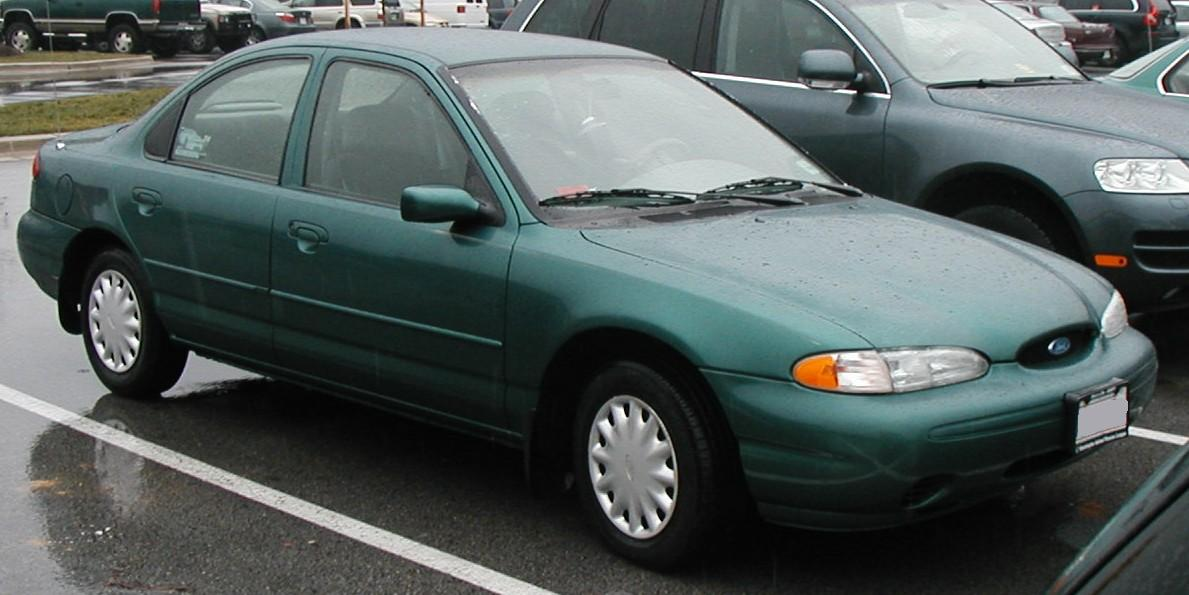
Ford Contour (1995—1997)

Відрізнявся багатшою базовою комплектацією, набором опцій і адаптацією під місцеві стандарти (червоні сигнали поворотних сигналів ззаду, і так далі). На відміну від Mondeo в Європі, не мав великого успіху.
Також випускалася дорожча версія під брендом Mercury — Mercury Mystique.
У 1997 кузов і салон автомобіля злегка модернізувалися (аналогічно Ford Mondeo Mk. II).
З 2000 по 2003 рік в Мексиці під назвою Contour збирався європейський Mondeo Mk. III, але в США і Канаді він не продавався.

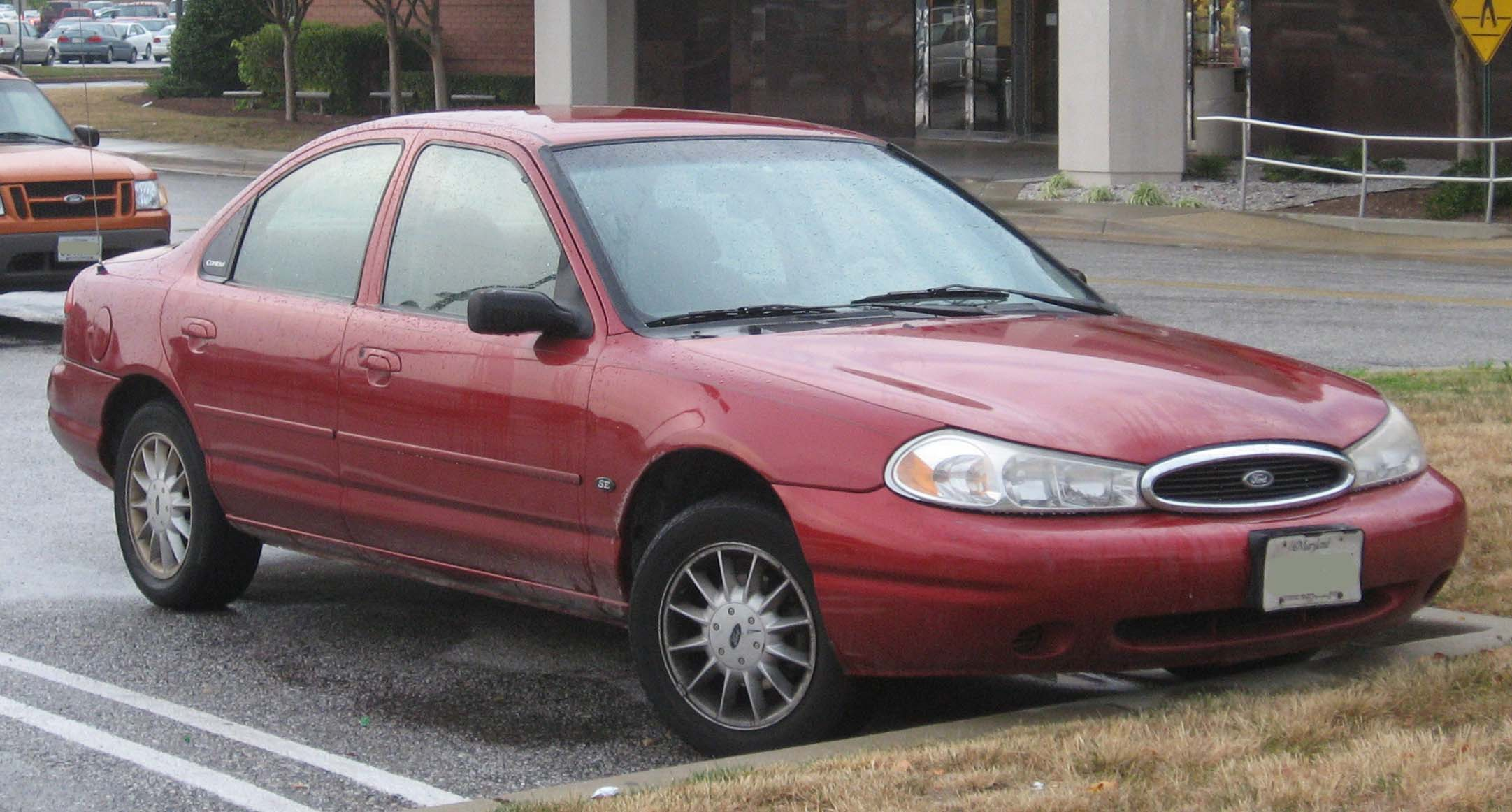
Ford Contour (1998—2000)

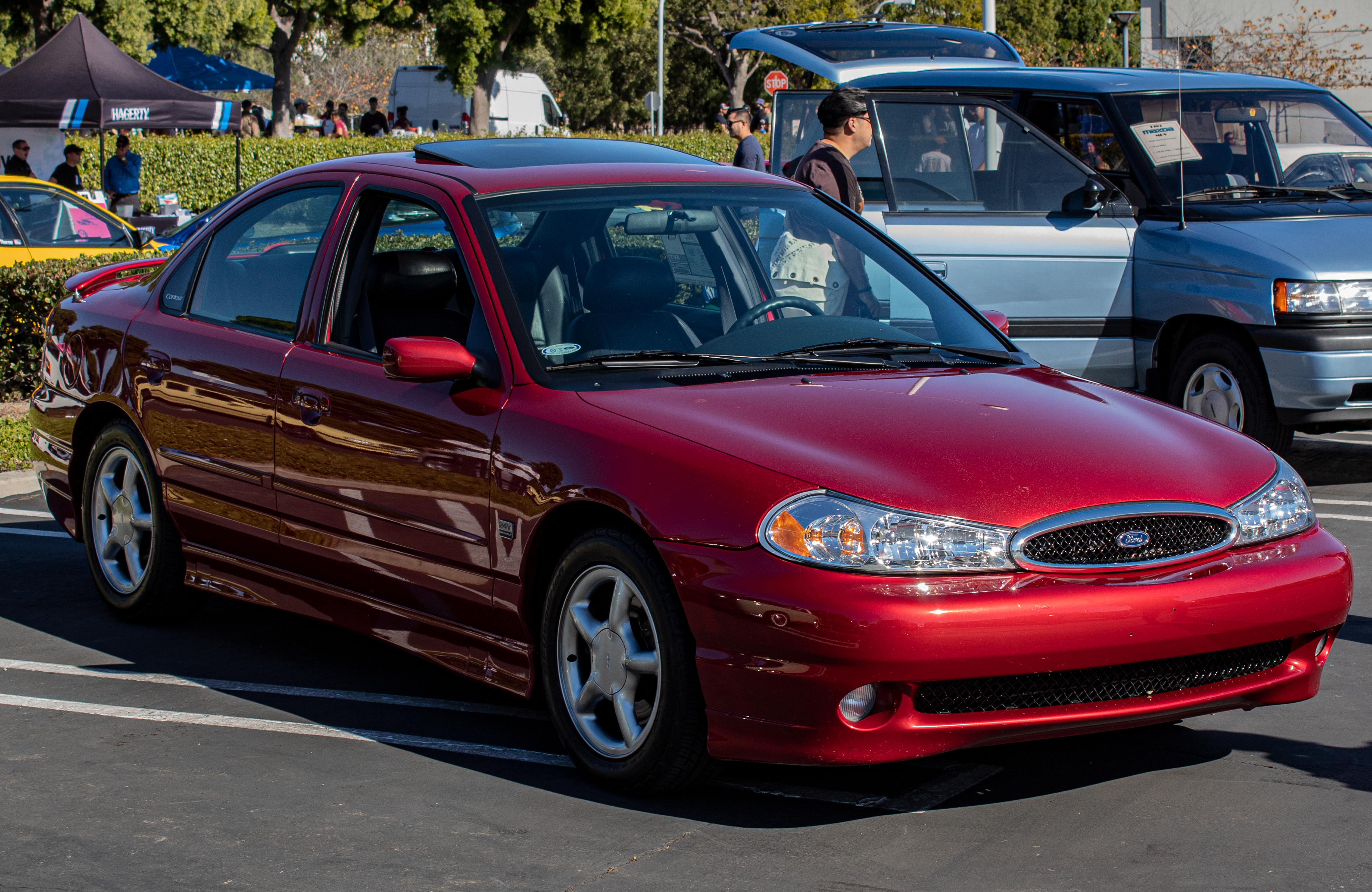
Ford Contour SVT

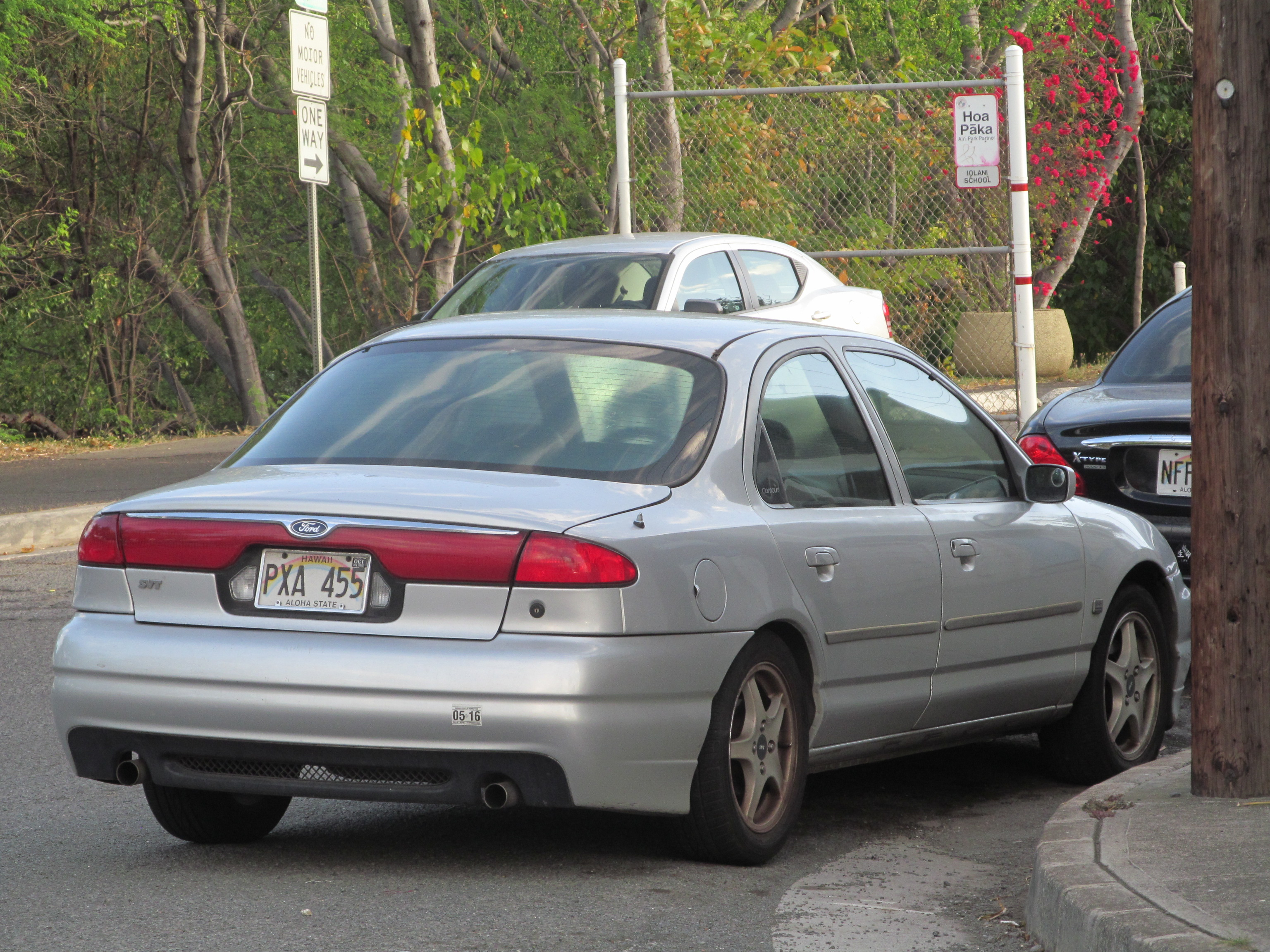
Ford Contour SVT

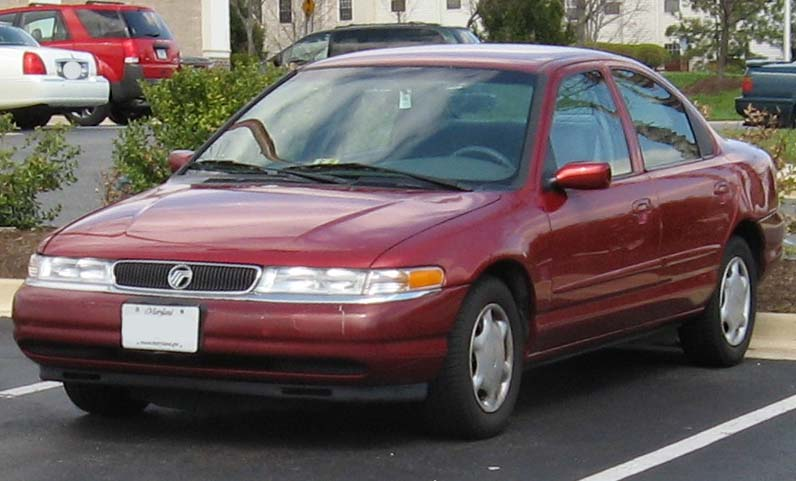
Mercury Mystique (1995-1997)
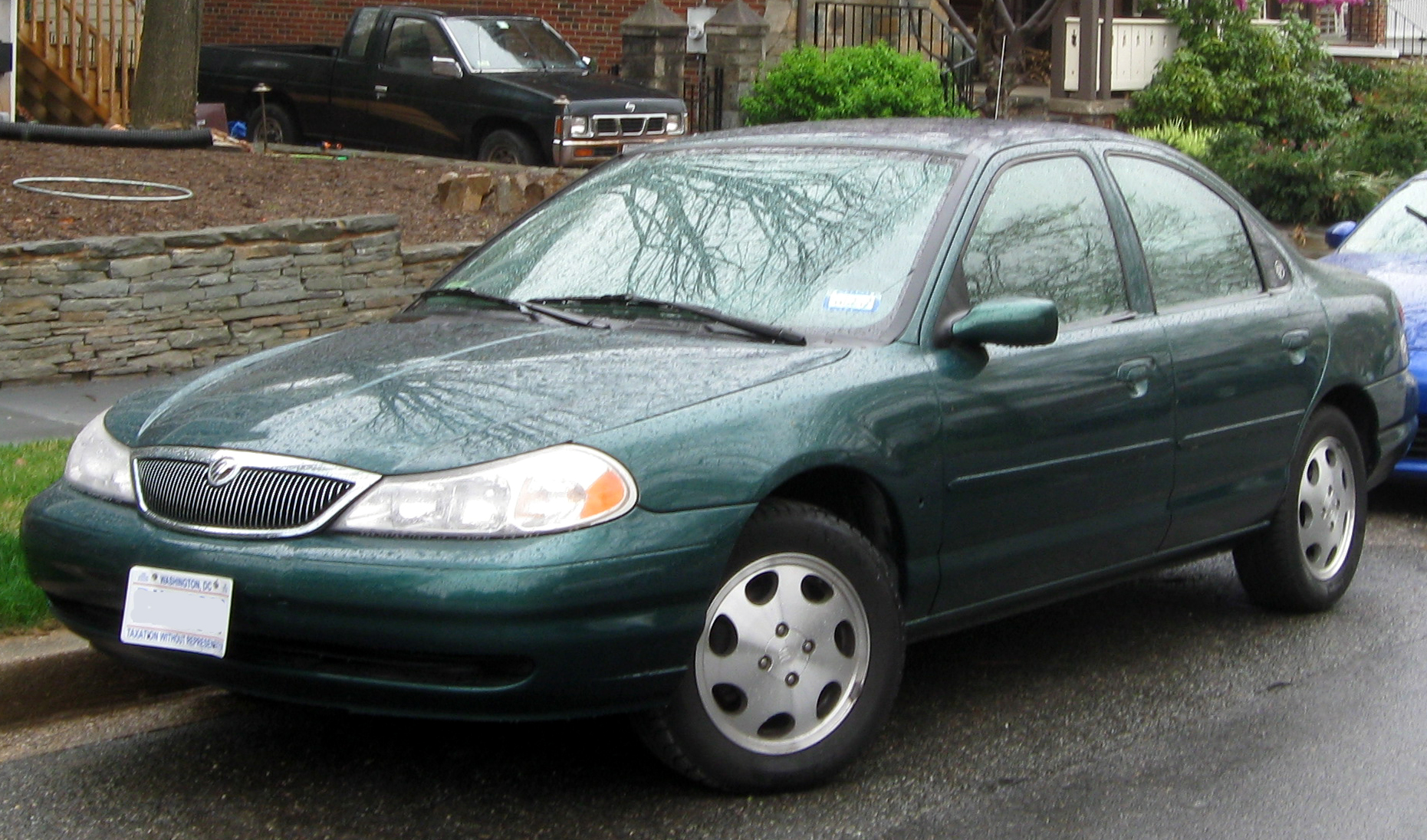
Mercury Mystique (1998-2000)

## Двигуни
- 2.0 л Zetec I4 125 к.с.
- 2.5 л Duratec 25 V6 170 к.с.
- 2.5 л Duratec 25 V6 195 к.с. (1998 SVT)
- 2.5 л Duratec 25 V6 200 к.с.) (1999 і 2000 SVT)

## Продажі
| Рік  | Contour | Mystique |
| ---- | ------- | -------- |
| 1999 | 134,487 | 39,531   |
| 2000 | 45,109  | 16,208   |